# Dolichoderus bidens
Dolichoderus bidens é uma espécie de formiga do gênero Dolichoderus.